# Pan-Pot
Pan-Pot és un duet de música tecno establert a Berlín format pels punxadiscos i productors alemanys Tassilo Ippenberger i Thomas Benedix. El seu repertori es defineix com a música underground que abasta principalment el tecno i el house alhora que inclou elements experimentals i influències IDM.

## Història
Tassilo i Thomas es van conèixer el 2003 al SAE Institute de Berlín on van estudiar enginyeria d'àudio. Allà els dos artistes van completar els seus estudis de producció i disseny del so, que els van ajudar a definir l'estètica sonora de Pan-Pot quan van començar a produir música junts.
El 2005 el duet va coincidir amb Anja Schneider en un dels seus concerts, fet que casualment els va donar l'oportunitat d'establir una relació amb el seu llavors flamant segell discogràfic Mobilee, que al cap d'unes setmanes va publicar el seu segon llançament: el debut oficial de Pan-Pot, Copy and paste. Des d'aleshores s'ha publicat un flux constant de cançons i remescles a Mobilee i Einmaleins Musik.
El moment determinant de la carrera de Pan-Pot va arribar el 2007 amb la publicació de l'àlbum Pan-O-Rama. Temes com «Charly» i «Captain my captain» es van convertir en èxits i van donar a conèixer el duet internacionalment per la seva barreja de tecno i house melòdic.
El 2014 Pan-Pot va fundar la discogràfica, Second State, va fitxar Amelie Lens i va estrenar un nou capítol de la seva carrera.